# Koizumi Yakumo Kinenkan

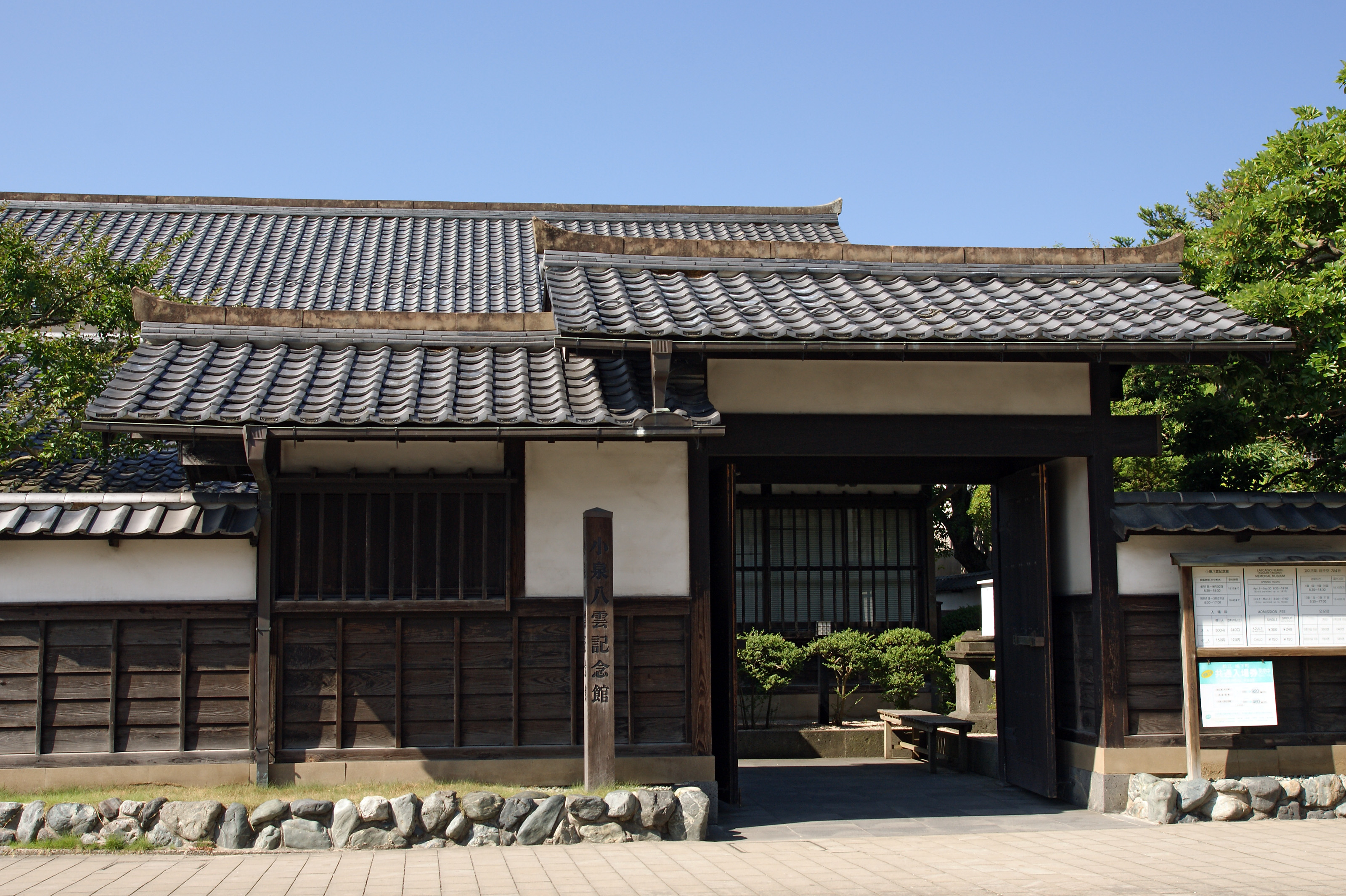
Eingang mit Holzstele und der Inschrift: Koizumi Yakumo Kinenkan

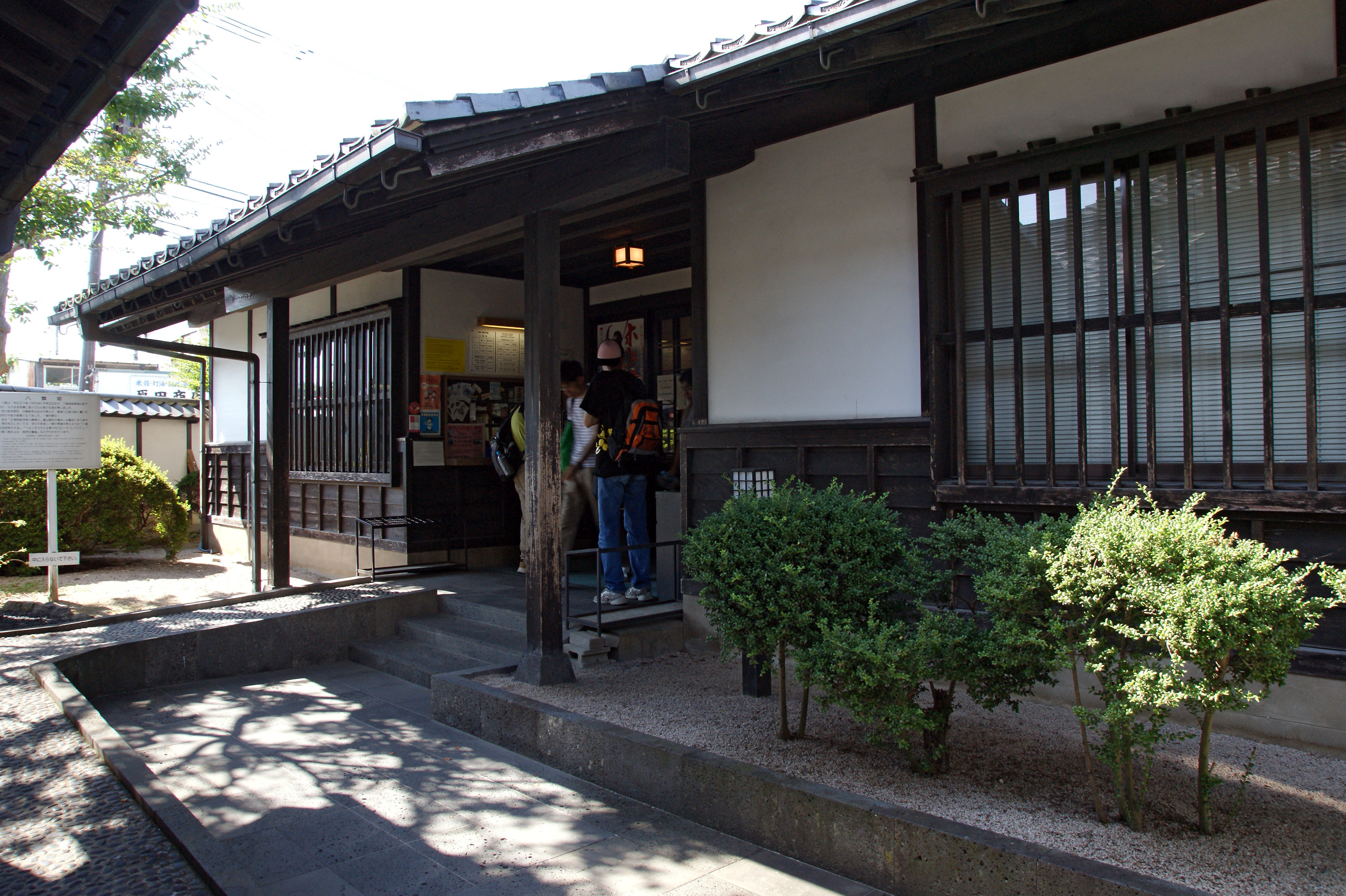
Eingang der Gedenkstätte

Die Koizumi Yakumo Kinenkan (jap. 小泉八雲記念館, dt. „Koizumi-Yakumo-Gedenkstätte“) ist ein Literaturmuseum zu Ehren von Lafcadio Hearn (jap. Koizumi Yakumo), das am 29. November 1933 in Matsue, Shiominawate in der japanischen Präfektur Shimane eröffnet wurde.
Direkt nebenan befindet sich die Koizumi Yakumo Kyūkyo (小泉八雲旧居), Hearns früherer Wohnsitz.

## Übersicht
Die Sammlung wurde von zwei ehemaligen Schülern Lafcadio Hearns, Ochiai Teizaburō und Kishi Seiichi, begründet. Sie schenkten der Gedenkstätte 1927 eine kleine Sammlung aus 22 Manuskripten Hearns, die alsbald um eine Schenkung von 350 Büchern durch die „Gesellschaft zum Gedenken an Koizumi Yakumo“ erweitert wurde. Die Gedenkstätte selbst wurde zunächst in einem Neubau an der westlichen Seite des Wohnhauses eingerichtet, in dem Lafcadio Hearn frisch vermählt mit seiner Frau von Mai bis November 1891 wohnte. Der Bau ist als eingeschossiges Holzgebäude ausgeführt. 1933 dann wurde die Gedenkstätte offiziell eröffnet. Obgleich die Pläne für die alte Gedenkstätte von Yamaguchi Bunzō ein Haus im westlichen Stil, das an die Gedenkstätte in Weimar angelehnt war, vorsahen, wurde der Umbau 1984 im japanischen Stil umgesetzt. Die Gedenkstätte besitzt eine Grundfläche von 162,3 m². Heute umfasst die Sammlung über 1.000 Exponate wie Manuskripte, Bücher und Materialien aus der Hinterlassenschaft Hearns und seiner Frau.
Das Management obliegt der „Arbeitsgemeinschaft für Tourismus“ (ツーリズム研究会, Tsūrizumu kenkyūkai) als juristischer Person.